# Withyham
Withyham est une paroisse civile et un village du Sussex de l'Est, en Angleterre.